# Ken Solheim
Kenneth Lawrence „Ken” Solheim (Kanada, Alberta, Hythe, 1961. március 27. –) kanadai jégkorongozó.

## Karrier
Komolyabb junior karrierjét az Alberta Junior Hockey League-ben kezdte 1977–1978-ban a St. Albert Saints-ben majd ennek a szezonnak a végén felkerült a Medicine Hat Tigers csapatába. A következö szezont még a St. Albert Saintsben töltötte majd ezután 1979–1981 között játszott a Western Hockey League-ben a Medicine Hat Tigersben. Utolsó szezonjában 64 mérkőzésen 111 pontot szerzett. Az 1980-as NHL-drafton a Chicago Blackhawks választotta ki a második kör 30. helyén. 1980–1981-ben játszott az National Hockey League-es Chicago Blackhawks és a Minnesota North Starsban. Az 1981–1982-es szezont a Nashville South Starsban (CHL) és a Minnesotában töltötte. A következő idényben a Minnesotában, a CHL-es Birmingham South Starsban játszott majd elkerült a Detroit Red Wingshez. Az 1983–1984-es szezont a Adirondack Red Wingsben (American Hockey League) töltötte. A következő idényben visszakerült a Minnesotához majd a szezon vége felé leküldték a Springfield Indiansba (AHL). Az 1985–1986-os szezont már az Edmonton Oilersben kezdte  de a szezon döntő többségét a Nova Scotia Oilersben játszotta (AHL). Ennek a szezonnak a végén visszavonult.

## Díjai
- WHL Első All-Star Csapat: 1981